# Варга (Нідерланди)
Варга (нід. Werga, фриз. Wergea) — село в нідерландській провінції Фрисландія. Входить до муніципалітету Леуварден.
Його площа становить 13,01км², а населення станом на 2021 рік складало 1 830 осіб.
Перша згадка про населений пункт датується 944 роком.

## Галерея

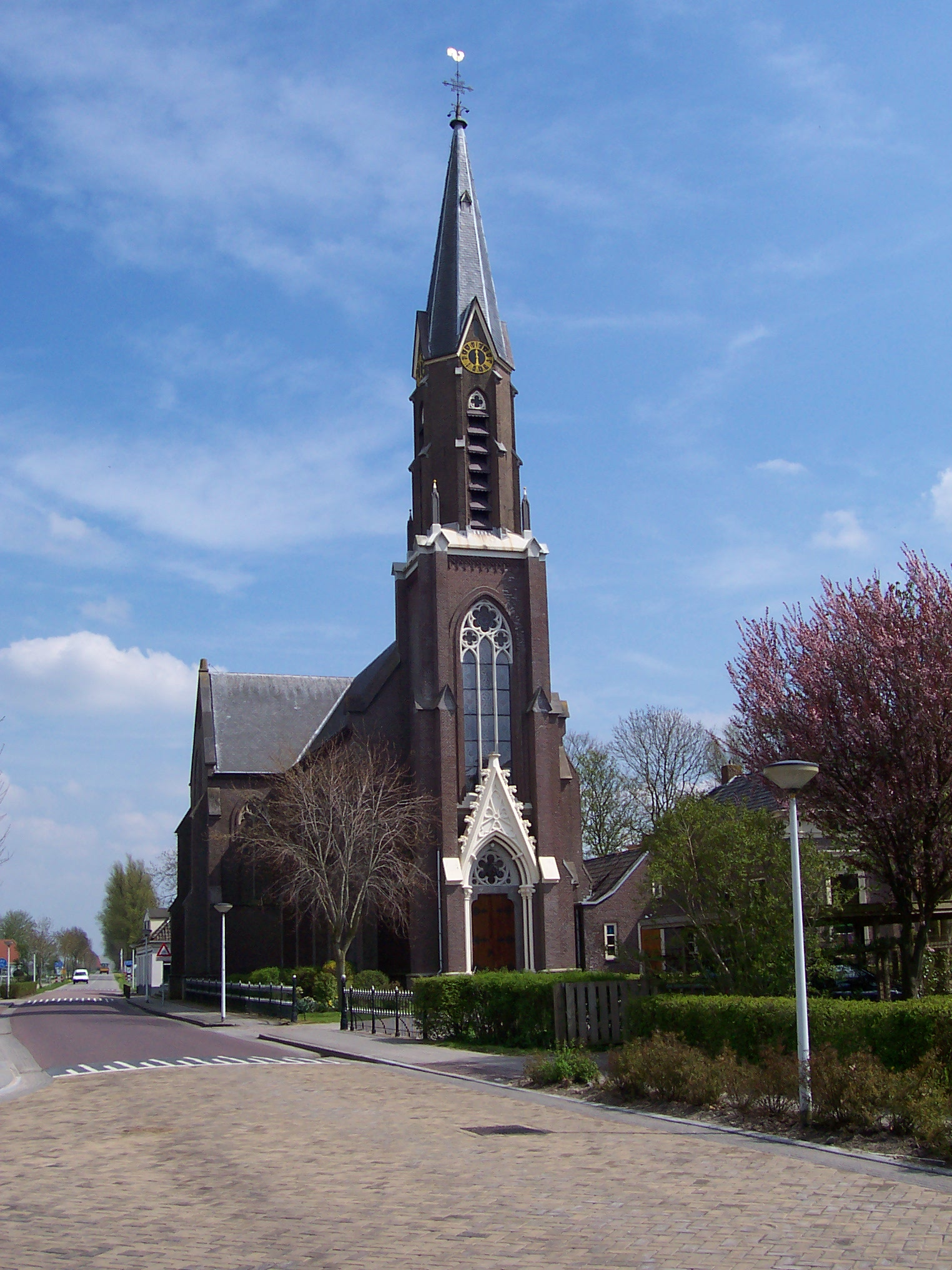
Церква св. Мартіна
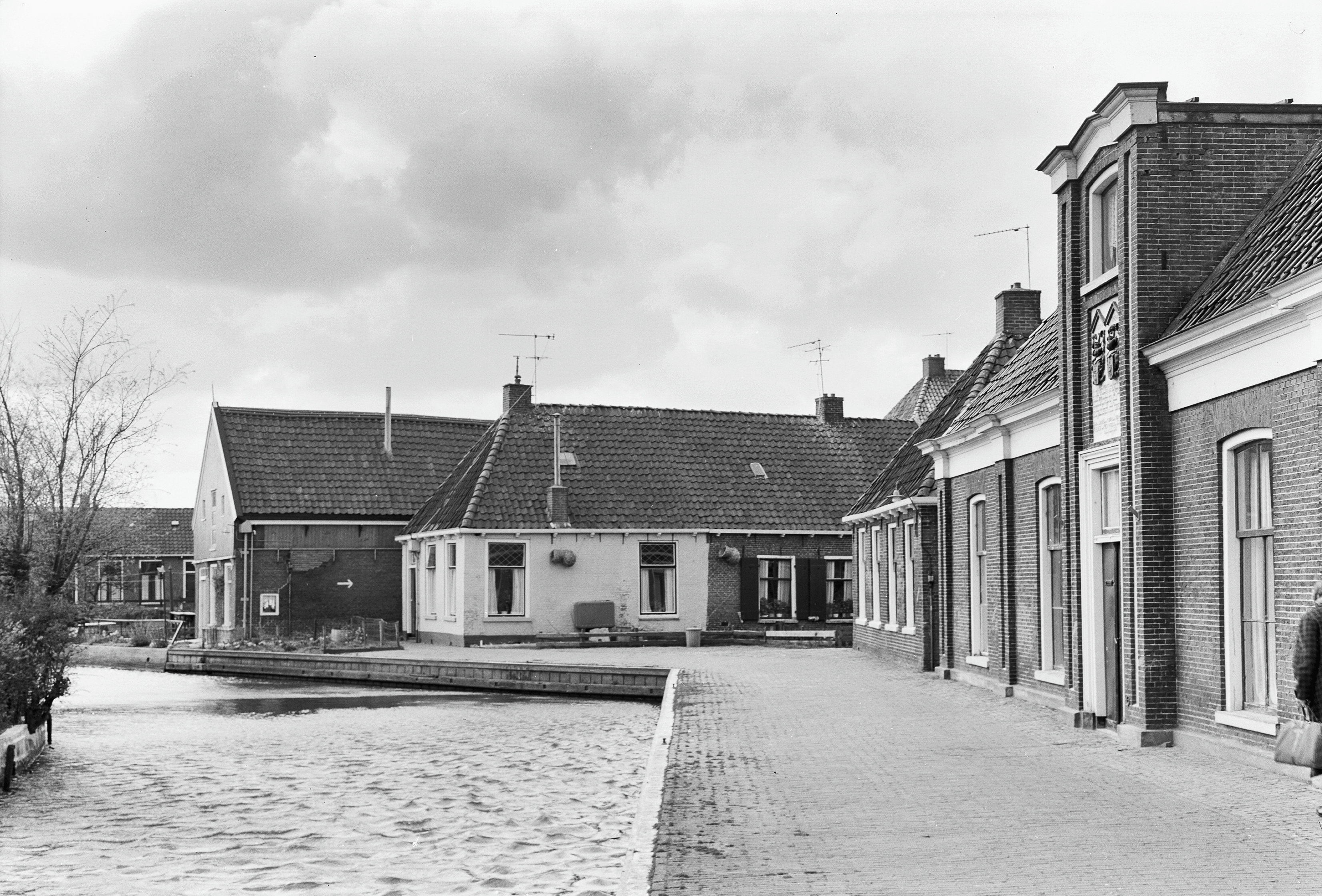
Сільська забудова
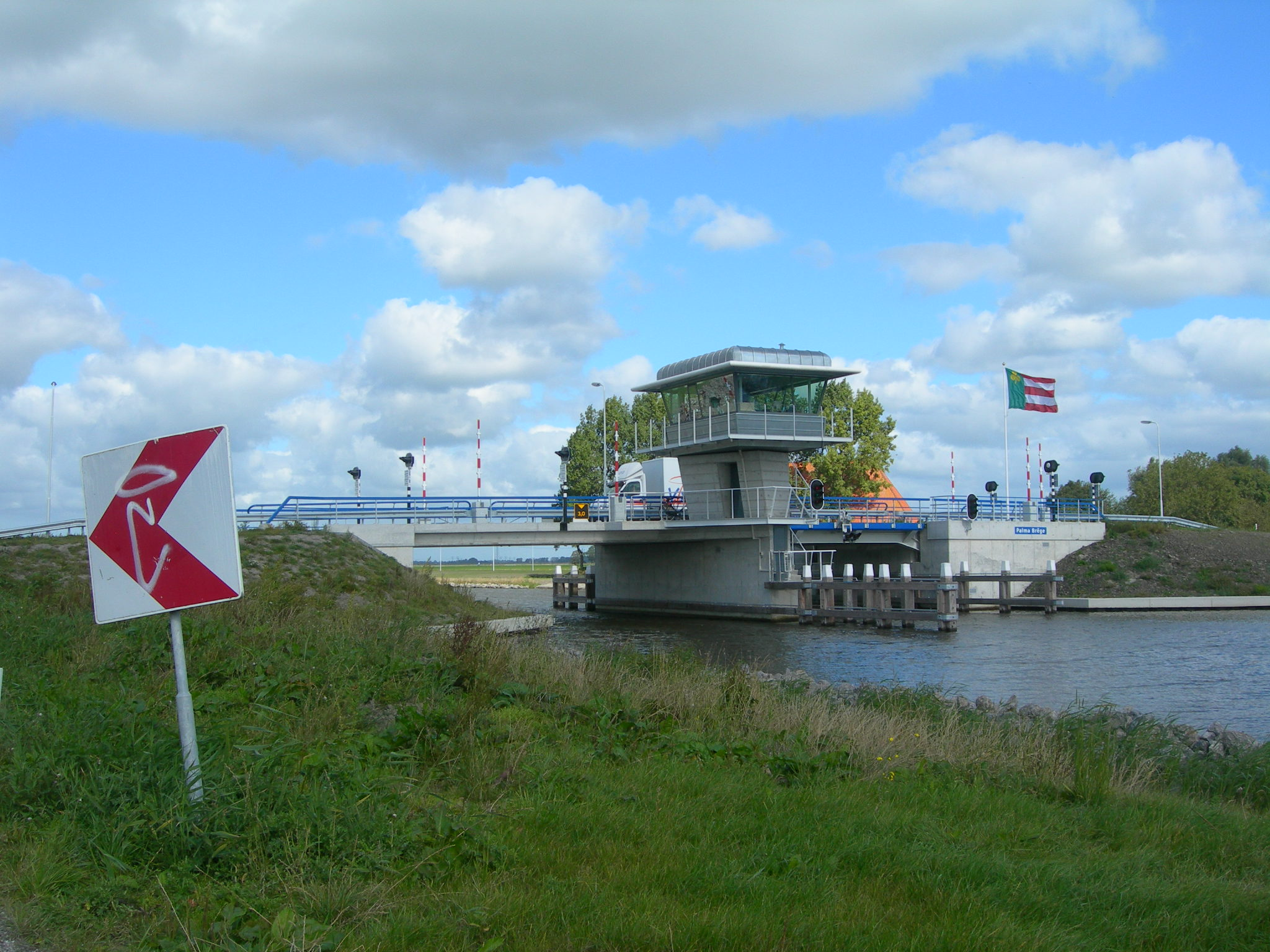
Міст поблизу Варги
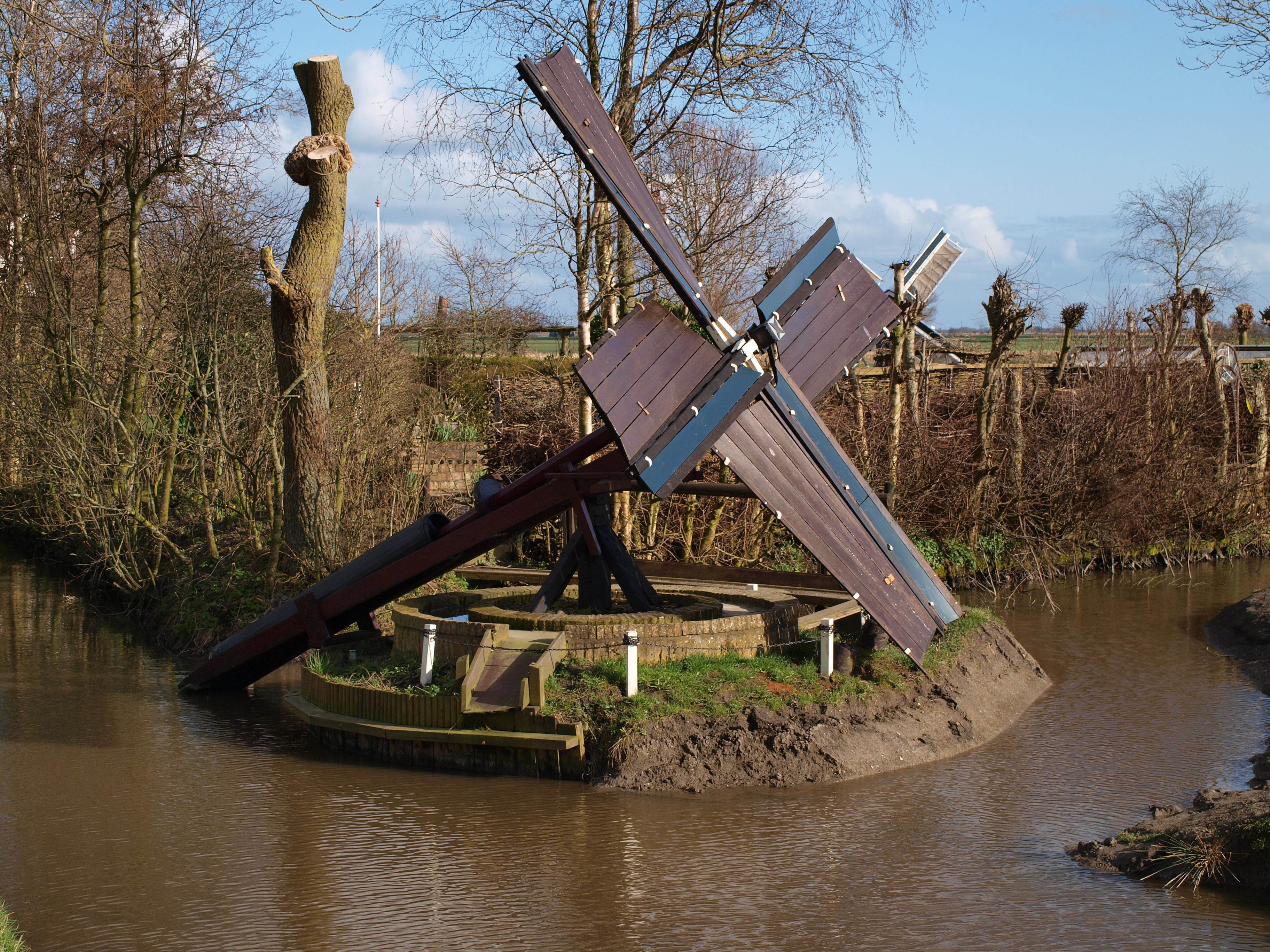
Дренажний вітряк